# Макино, Масахиро
Масахиро Макино (яп. マキノ雅弘 Макино Масахиро), настоящее имя Масатада Макино (яп. 牧野正唯, 29 февраля 1908 года, Киото — 29 октября 1993 года, Токио) — японский режиссёр, актёр, продюсер и сценарист кино и телевидения. Сын режиссёра и продюсера Сёдзо Макино, «отца-основателя японского кинематографа». На протяжении полувека работы в кинематографе снял более 270 полнометражных кинолент в различных жанрах — включая и сказки, и музыкальные комедии, но излюбленным для него был чисто японский киножанр дзидайгэки, в котором он считается одним из признанных мастеров.

## Биография

### Ранние годы
Масатада Макино (таково его настоящее имя) родился в 1908 году. В этом году его отец Сёдзо Макино впервые обратился к кинорежиссуре. Масахиро начал сниматься в фильмах своего отца ещё до того, как пошёл в школу (в трёхлетнем возрасте). Но даже когда мальчик пошёл учиться в Киотскую городскую среднюю школу, отец разрешал ему посещать занятия зачастую только в дождливые дни, когда съёмки на натуре были невозможны. Получив среднее образование, Масахиро в 17-летнем возрасте пришёл на студию Makino Film Productions, основанную его отцом и начал работать ассистентом режиссёра, постепенно постигая азы кинорежиссуры, хотя продолжал работать и актёром, так же как его братья и сёстры. Масахиро Макино в качестве актёра выступал только в детские и юношеские годы, снявшись с 1912 по 1928 год в 171 фильме. Масахиро рано начал писать сценарии и первый его оригинальный сценарий «Кукла с голубыми глазами» ему придётся самому же поставить, заменив на съёмочной площадке заболевшего режиссёра.

### Карьера в кино

#### Немое кино

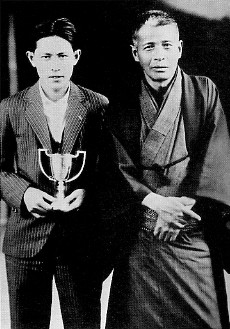
Масахиро Макино с отцом Сёдзо Макино. Фото 1928 года

Масахиро Макино дебютировал в кинорежиссуре в 1926 году, когда ему было всего лишь 18 лет. Уже вскоре молодой режиссёр добился успеха в среде профессиональных критиков. Его фильм «Улица ронинов. История 1: Красивая добыча» получил премию журнала «Кинэма Дзюмпо» как лучший фильм 1928 года, а две другие работы Макино этого же года были в номинации: «Месть у храма Содзэндзи» по результатам голосования критиков журнала занял 4 место в десятке номинантов, а кинолента «Бойцовые петухи» — 7 место. Не менее удачным для новичка в режиссуре выдался и следующий 1929 год, когда во второй раз подряд его фильм «На плахе» будет назван лучшим фильмом года на очередном вручении кинопремии «Кинэма Дзюмпо». В топ-десятку номинантов того года попала и другая его картина, заключительная часть трилогии о безработных самураях «Улица ронинов. История 3: Бесы», занявшая почётное третье место.
Его лучшие фильмы немого периода: трилогия «Улица ронинов» (1928—1929) — эпический рассказ о группе безработных самураев в Эдо (в сохранившемся от всех фильмов трилогии часовом фрагменте наглядно проиллюстрирована жизнь низов общества в период сёгуната Токугава с сильным акцентом на скуку повседневного бытия). Но из-за растущего милитаризма и националистических устремлений в стране, даже этот популярный киносериал был подвергнут жёсткой цензуре со стороны властей; А также кинолента «На плахе» (1929), где рассказана история о ронине, ложно обвинённом в совершении преступления и который не может доказать свою невиновность.
Тем не менее, эти важные для начинающего режиссёра работы, несмотря на высокую оценку со стороны критиков и левоориентированной молодёжи, провалились в прокате. Кинофирма Makino Film Productions была близка к банкротству, и не только из-за плохих сборов от кинолент Макино-младшего, но и сам Сёдзо Макино причастен к долгам студии на сумму в 370,000 иен. Летом 1929 года умер Сёдзо Макино. Наследник дела отца, ещё не опытный в бизнесе Масахиро еле-еле держался на плаву, однако так и не сумев рассчитаться с долгами и наладить кинопроизводство в прежнем виде, он всё же закрыл студию и нанялся в 1932 году на работу в одну из лидирующих в те годы японских кинокомпаний «Никкацу».

#### 1930-е годы
Спустя два года, в 1934 году Макино был уволен из «Никкацу» за участие в одной из студийных забастовок, но уже в следующем 1935 году режиссёр нашёл возможность и средства для создания своей собственной небольшой студии Makino Toki Seisakusho. В 1937 году из-за финансовых трудностей и эта студия всё же будет закрыта и Макино вернётся в кинокомпанию «Никкацу».
В 1930-е годы японская киноиндустрия процветала, и хотя в эти годы Макино не был в числе фаворитов кинорежиссуры, какими тогда считались Ясудзиро Симадзу, Ясудзиро Одзу, Кэндзи Мидзогути, Тэйносукэ Кинугаса, он тем не менее почитался наряду с Дайскэ Ито одним из признанных мастеров жанра дзидайгэки и был весьма уважаем. Именно поэтому кинокомпания «Никкацу» вновь приняла его в свои ряды, несмотря на недавнее увольнение. Но и недоброжелателей у Масахиро Макино тоже хватало. Его упрекали главным образом в большом количестве поставленных лент. Только в 1936 году режиссёр поставил 30 фильмов (то есть в среднем на постановку каждого из них было потрачено 12 дней), а например время затраченное на съёмки картины «Монах и цветы Эдо» того же 1936 года составило всего лишь 28 часов. Критики его творчества всегда вменяли Макино в вину прежде всего именно это — фильмы поставленные на поток, когда мол нет времени для творческого процесса. Однако его защитник, критик Садао Яманэ утверждает, что ускоренная практика съёмки способствовала более ритмичному стилю фильмов Макино. Ритм и темп одна из составляющих фильмов в жанре дзидайгэки и фильмы режиссёра неизменно были насыщены действием.

#### ГодыВторой мировой войны

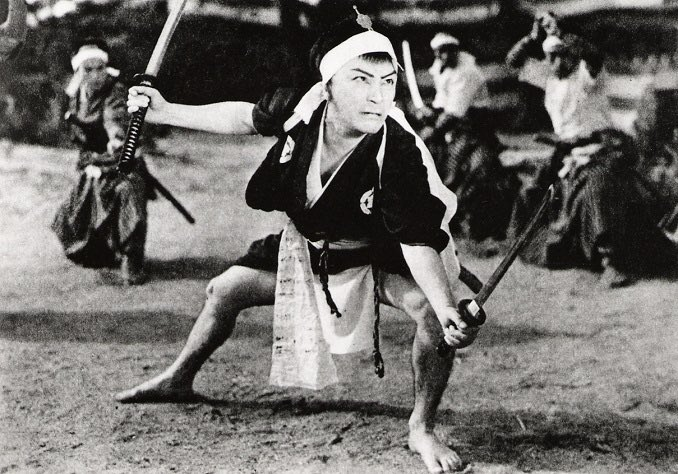
кадр из фильма «Пролитая кровь в Такаданобаба» (1937)

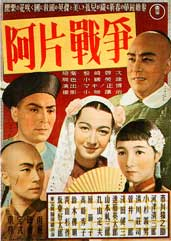
постер к фильму «Опиумная война» (1943)

В кинолентах, снятых в конце 1930-х годов в компании «Никкацу» было больше, чем ранее в его работах, экранного насилия и реализма — это, а также участие в них популярных звёзд дзидайгэки Цумасабуро Бандо («Тюдзи Кунисада», 1937; «Пролитая кровь в Такаданобаба», 1937) и Тиэдзо Катаока («Дзирайя», 1937; «Пылающий рассвет», 1938 и др.) обеспечило наконец заслуженный кассовый успех.
Наиболее удачными среди работ этого периода его творчества признают эпическую историческую драму с элементами комедии «Пролитая кровь в Такаданобаба» (1937), — чистый образец жанра дзидайгэки, ныне считающийся шедевром из кинолент Макино, и кинооперетту «Пение любителей птиц» (1939).
В 1941 году Масахиро Макино перешёл из «Никкацу» в «Тохо», где в эксцентричной комедийной форме был снят дзидайгэки «Человек, исчезнувший вчера» (1941), основанный на материале американского комедийного триллера «Тонкий человек» (1934, реж. В. С. Ван Дайк), но место действия перенесено в Японию периода Эдо. В фильме снимались популярные звёзды японского кино Кадзуо Хасэгава, Исудзу Ямада и Хидэко Такаминэ. Такие заимствования из голливудского кинематографа были довольно необычны в то грозное военное время.
В военные годы Макино, как и другие режиссёры, включая Акиру Куросаву (фильм «Самые красивые», 1944) был вынужден снять несколько пропагандистских лент в поддержку милитаристского режима. В его фильме «Опиумная война» (1943), действие которой разворачивается в период Первой мировой войны, японцы напали на англичан. Но и в этой картине Макино вновь заимствовал сюжет из голливудской истории, а именно — из классического немого фильма Дэвида Уорка Гриффита «Сиротки бури» (1922), где была показана история двух сестёр на фоне Французской революции (главные роли исполняли тоже сёстры Лиллиан и Дороти Гиш). Актрисы Сэцуко Хара и Хидэко Такаминэ играют страдающих от британского империализма в Китае сестёр, но несмотря на их таланты фильм оказался довольно карикатурным. Однако этот фильм был большим хитом в японском прокате 1943 года.
В 1943 году Масахиро Макино покинет кинокомпанию «Тохо» и заключит договор с «Сётику», где он проработает до конца 1947 года. В поставленном Макино в 1944 году фильме «Тонет непотопляемый линкор» показана жизнь на заводе, где делают торпеды и довольно подробно показан процесс изготовления снаряда вплоть до его успешного запуска против американского военного корабля.

#### Послевоенный период

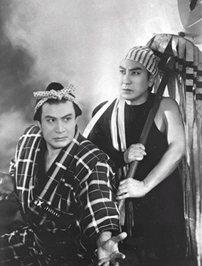
кадр из фильма «Воровка и судья» (1951)

Поскольку американскими оккупационными властями были запрещены фильмы со сценами сражения на мечах, так как считалось, что они показывают милитаристский дух японского народа, — это были годы когда жанр дзидайгэки исчез с экранов вплоть до 1952 года, до окончания оккупации Японии союзными войсками. В эти годы Макино снимал фильмы женской тематики («Заждавшаяся женщина», 1946, «Врата плоти», 1948, по роману Тайдзиро Тамуры и др.).
В послевоенные 1940-е и в 1950-е годы Масахиро Макино будет снимать фильмы в различных кинокомпаниях, нигде подолгу не задерживаясь. В 1948 году Макино сделал пару фильмов в кинокомпании «Дайэй», затем 4 фильма для независимой компании C•C•C (однако прокатом фильмов этой студии занималась более крупная фирма «Тохо»), в 1950-х годах работал в кинокомпаниях «Тоёко эйга» (принадлежащей его брату Мицуо Макино), «Тоэй», «Тохо», «СинТохо», «Дайэй», «Сётику», «Никкацу», Takarazuka Eiga.
В кинокомпании своего брата «Тоёко эйга» Макино поставил фильм по сценарию Акиры Куросавы «Мастер меча Дампэй» (1950) с Утаэмоном Итикавой в главной роли. Начиная с 1952 года, после ухода оккупационных властей, Макино наконец-то получает возможность обратиться к излюбленному им жанру дзидайгэки и снимает в компании «Тохо» один из самых ярких в этом жанре киносериалов (из девяти картин) «Дзиротё: хроника трёх провинций» (1952-1954, по роману Гэндзо Мураками). Эта серия фильмов пользовалась большим успехом и имела множество продолжений. Сам Макино в дальнейшем снял в других кинокомпаниях фильмы как бы дополняющие рассказанную в этом киносериале историю: для компании «Никкацу» две киноленты «Хроника игрока Дзиротё» (1955) и в компании «Тоэй» три фильма из цикла «Дни юности Дзиротё» (1960-1962, в главной роли Кинносукэ Накамура), киноленту «Дзиротё и маленький гоблин: Насилие на дороге Косю» (1962, в главных ролях Кинъя Китаодзи и Кинносукэ Накамура) и три серии из цикла «Королевство Дзиротё» (1963-1964, исполнители главных ролей Кодзи Цурута и Дзюнко Фудзи).
В 1950-е годы Макино сделал много ремейков с собственных старых фильмов. Режиссёр дважды переснял фильм 1936 года «Соломенная шляпа Ятаро» (в 1952-м в компании «СинТохо» и в 1960-м в «Тоэй»). Та же участь постигла и старую киноленту «Садзэн Тангэ» (1936), к сюжету которой он обратился сначала в 1953 году в кинокомпании «Дайэй», а затем в 1956 году в «Никкацу». Переделкам подверглись также другие его старые фильмы «Месть у храма Содзэндзи» (1928, 1957), «Эхо любви» (1937, 1959), «Курама Тэнгу» (1938, 1959). Самой успешной в этом ряду новых версий старых картин была «Улица ронинов» (ремейк 1957 года с фильма 1928 года), сделанная в кинокомпании «Сётику».
В 1960 году режиссёр начал работать на телевидении, снимая в прямом эфире драматический сериал «Гостиница в Акиба». В дальнейшие годы снял ещё полтора десятка ТВ сериалов (последний в 1981 году).
Один из популярных фильмов режиссёра периода 1960-х годов «Принцесса Сэн и Хидэёри» (1962) о принцессе, чьё счастье рухнуло, когда её родные, отец и дед доводят до смерти её любимого мужа. Работая в 1960-е годы преимущественно в кинокомпании «Тоэй», режиссёр ставил фильмы в новом для него жанре нинкё эйга. В этих кинолентах у него играли популярные представители этого направления: Кэн Такакура, Кодзи Цурута, Дзюнко Фудзи, Хироюки Нагато. Наибольшей популярностью пользовались фильмы этого жанра из серии «Японский якудза» (девять кинолент, снятых с 1964 по 1969 гг.).
Последним фильмом, снятым Масахиро Макино для большого экрана стал «Семья Цветущей Сакуры из Канто» (1972), после чего режиссёр работал на телевидении вплоть до 1981 года.
В 1977 году Масахиро Макино опубликовал книгу воспоминаний. Он умер в 1993 году в возрасте 85 лет, оставив поклонникам свего таланта огромное количество кинолент. Его фильмография по данным Японской базы по кино (JMDb) насчитывает 273 киноленты (правда, многие из ранних его фильмов не сохранились).

## Семья
Кинематографическая династия клана Макино довольно представительна: Сродный брат Масахиро — Садацугу Мацуда (1906—2003) был также известным режиссёром. Другой брат — Мицуо Макино был крупным кинопродюсером, самый младший из братьев — Синдзо Макино также работал в качестве режиссёра (его женой была актриса Тикако Мияги, 1922—1996, много снимавшаяся в фильмах Масахиро Макино). Сёстра Томоко Макино (1907—1984) была актрисой и снималась в фильмах брата. Томоко была замужем за актёром Кунъитаро Савамура (1905—1974) и родила от него двух сыновей, ставших актёрами: Масахико Цугаву (род. 1940) и Хироюки Нагато (1934—2011), каждый из которых женился на актрисах. Супруга Масахико Цугавы — Юкидзи Асаока (род. 1935), а женой Хироюки Нагато была Ёко Минамида (1933—2009). Актёрами также являются брат и сестра Кунъитаро Савамуры — Дайсукэ Като (1910—1975) и Садако Савамура (1908—1996). Почти все актёры-родственники снимались в фильмах Масахиро Макино, более всех Хироюки Нагато и его супруга Ёко Минамида. Псевдоним, который Масахико Цугава себе взял, когда он стал кинорежиссёром — Масахико, является данью памяти к Масахиро.
Масахиро Макино состоял в браке дважды. Первой супругой была киноактриса Юкико Тодороки (регистрация брака в 1940-м, развод — в 1950-м), довольно много снимавшаяся в фильмах супруга в 1937—1949 годах. Сын от этого брака, Масаюки Макино являлся главой Окинавской Актерской школы (Okinawa Actor's School). Второй женой Масахиро Макино была также актриса и одна из их двух дочерей также пошла по родительским стопам.

## Награды
Премия Японской киноакадемии
- 17-я церемония награждения (1994) — специальная премия за вклад в кинематограф (посмертно)[8].

Кинопремия «Кинэма Дзюмпо»
- 1929 — премия за лучший фильм 1928 года — «Улица ронинов. История 1: Красивая добыча»[9].
- 1930 — премия за лучший фильм 1929 года — «На плаху»[9].

## Фильмография
| Фильмография режиссёрских работ Масахиро Макино. | Фильмография режиссёрских работ Масахиро Макино.                              | Фильмография режиссёрских работ Масахиро Макино. | Фильмография режиссёрских работ Масахиро Макино.           | Фильмография режиссёрских работ Масахиро Макино.                               | Фильмография режиссёрских работ Масахиро Макино. |
| Год                                              | Название по-русски                                                            | Оригинальное название                            | Название на ромадзи                                        | Английское название в международном прокате                                    | Дополнительные данные |
| ------------------------------------------------ | ----------------------------------------------------------------------------- | ------------------------------------------------ | ---------------------------------------------------------- | ------------------------------------------------------------------------------ | --- |
| 1920-е годы                                      |                                                                               |                                                  |                                                            |                                                                                | |
| 1926                                             | «Кукла с голубыми глазами»                                                    | 青い眼の人形                                     | Aoi me no ningyō                                           | Blue-Eyed Doll                                                                 | фильм компании Makino Film Productions; сорежиссёр: Сусумуро Томидзава; худ. рук. Сёдзо Макино                                                             |
| 1927                                             | «Одна таинственная ночь»                                                      | 謎の一夜                                         | Nam no ichiya                                              | One Mysterious Night                                                           | + актёр; фильм компании Makino Film Productions |
| 1927                                             | «Неделя покаяния»                                                             | 週間苦行                                         | Shūkan kugyō                                               | Week of Penance                                                                | фильм компании Makino Film Productions |
| 1927                                             | «Пятеро студентов. Часть 1: Невинность»                                       | 学生五人男 爛漫篇                                | Galtusei gonin otoko: Ranman hen                           | Five Male Students: Innocence Chapter                                          | фильм компании Makino Film Productions |
| 1927                                             | «Пятеро студентов. Часть 2: Тьма»                                             | 学生五人男 暗黒篇                                | Gakusei gonin otoko: Ankoku hen                            | Five Male Students: Darkness Chapter                                           | фильм компании Makino Film Productions |
| 1927                                             | «Замочная скважина»                                                           | 鍵穴                                             | Kagiana                                                    | Keyhole                                                                        | фильм компании Makino Film Productions |
| 1927                                             | «Пятеро студентов. Часть 3: Большой шаг вперёд»                               | 学生五人男 飛躍篇                                | Gakusei gonin otoko: Hiyaku hen                            | Five Male Students: Great Step Forward Chapter                                 | фильм компании Makino Film Productions |
| 1927                                             | «История похищенной молодёжи»                                                 | 青春を掏摸とられた話                             | Seishun о suritorareta hanashi                             | Story of Stolen Youth                                                          | + актёр; фильм компании Makino Film Productions |
| 1927                                             | «Соблазнительница»                                                            | 妖婦                                             | Yōfu                                                       | The Temptress                                                                  | фильм компании Makino Film Productions |
| 1927                                             | «Восемь улыбающихся людей»                                                    | 八笑人                                           | Hachishōnin                                                | Eight Smiling People                                                           | фильм компании Makino Film Productions |
| 1928                                             | «Любимый мужчина»                                                             | 愛しき彼                                         | Itoshiki kare                                              | A Beloved Man                                                                  | + идея; фильм компании Makino Film Productions |
| 1928                                             | «Горящий лепесток»                                                            | 燃ゆる花片                                       | Moyuru kahen                                               | The Burning Petal                                                              | фильм компании Makino Film Productions; с участием Томоко Макино (сестра Масахиро Макино)                                                                  |
| 1928                                             | «Повесть об искренней мести»                                                  | 仇討殉情録                                       | Adauehi junjō roku                                         | A Story of Heartfelt Revenge                                                   | фильм компании Makino Film Productions; с участием Томоко Макино                                                                                           |
| 1928                                             | «Шпион»                                                                       | 間者                                             | Kanja                                                      | The Spy                                                                        | + актёр; фильм компании Makino Film Productions; с участием Томоко Макино                                                                                  |
| 1928                                             | «Бойцовые петухи»                                                             | 蹴合鶏                                           | Keaidori                                                   | Fighting Cocks                                                                 | фильм компании Makino Film Productions; худ. рук. Сёдзо Макино                                                                                             |
| 1928                                             | «Ядовитый цветок»                                                             | 毒華                                             | Dokubana                                                   | Poison Flower                                                                  | фильм компании Makino Film Productions |
| 1928                                             | «Улица ронинов. Рассказ первый» («Привал самураев»)                           | 浪人街 第一話 美しき獲物                         | Rōningai: Daiichiwa: Utsukushiki emono                     | Street of Masterless Samurai: Story 1: Beautiful Prey / Jobless Samurai        | фильм компании Makino Film Productions; худ. рук. Сёдзо Макино                                                                                             |
| 1928                                             | «Месть у храма Содзэндзи»                                                     | 崇禅寺馬場                                       | Sōzen-ji baba                                              | The Stable at Sozen-ji Temple                                                  | фильм компании Makino Film Productions; с участием Тороку Макино                                                                                           |
| 1929                                             | «Улица ронинов. История 2: Ванная комната. Часть 1»                           | 浪人街 第二話 楽屋風呂第一篇                     | Rōningai: Dainiwa: Gakuyaburo daiippen                     | Street of Masterless Samurai: Story 2: The Dressing Room Bath, Part I          | фильм компании Makino Film Productions; с участием Тороку Макино                                                                                           |
| 1929                                             | «Улица ронинов. История 2: Ванная комната. Часть 2»                           | 浪人街 第二話 楽屋風呂解決篇                     | Rōningai: Dainiwa: Gakuyaburo kanketsu hen                 | Street of Masterless Samurai: Story 2: The Dressing Room Bath, Conclusion      | фильм компании Makino Film Productions; с участием Тороку Макино                                                                                           |
| 1929                                             | «Ядзи и Кита. Часть 3»                                                        | 弥次喜多 第三篇                                  | Yajikita: Daisanpen                                        | Yaji and Kite: Part 3                                                          | фильм компании Makino Film Productions |
| 1929                                             | «Мост Модори»                                                                 | 戻橋                                             | Modoribashi                                                | The Modori Bridge                                                              | фильм компании Makino Film Productions; идея — Сёдзо Макино; с участием Томоко Макино                                                                      |
| 1929                                             | «На плахе»                                                                    | 首の座                                           | Kubi no za                                                 | Beheading Place                                                                | фильм компании Makino Film Productions |
| 1929                                             | «Матаэмон Араки»                                                              | 荒木又右衛門 全五篇                              | Araki Mataemon                                             | Mataemon Araki                                                                 | фильм компании Makino Film Productions; сорежиссёры: Бунтаро Футагава, С.Осимото, Б.Канамори, Д.Ёсино, Т.Накадзима                                         |
| 1929                                             | «Улица ронинов. История 3: Бесы»                                              | 浪人街 第三話 憑かれた人々                       | Rōningai: Daisanwa: Tsukareta hitobito                     | Street of Masterless Samurai: Story 3: The Possessed                           | фильм компании Makino Film Productions; с участием Тороку Макино и Тэруко Макино (сестра Масахиро Макино)                                                  |
| 1930-е годы                                      |                                                                               |                                                  |                                                            |                                                                                | |
| 1930                                             | «Люди, которые танцуют на линии судьбы»                                       | 運命線上に躍る人々                               | Unmei senjō ni odoru hitobito                              | People Who Dance on the Fate Line                                              | фильм компании Makino Film Productions; сорежиссёр: Тамэёси Кубо                                                                                           |
| 1930                                             | «Фиктивный брак, настоящий брак»                                              | 偽婚真婚                                         | Nisekon shinkon                                            | False Marriage, True Marriage                                                  | фильм компании Makino Film Productions |
| 1930                                             | «Записи трёх поколений студентов. Период Мэйдзи»                              | 学生三代記 明治時代                              | Gakusei sandaiki: Meiji jidai                              | Record of Three Generations of Students: Meiji Era                             | фильм компании Makino Film Productions; сорежиссёры: Т.Кубо, Т.Намики, С.Сакада                                                                            |
| 1930                                             | «Записи трёх поколений студентов. Период Сёва»                                | 学生三代記 昭和時代                              | Gakusei sandaiki: Shōwa jidai                              | Record of Three Generations of Students: Showa Era                             | фильм компании Makino Film Productions; сорежиссёры: Р.Каванами, Э.Такидзава                                                                               |
| 1930                                             | «Детоубийство»                                                                | 嬰児殺し                                         | Eijigoroshi                                                | Killing the Newborn                                                            | фильм компании Makino Film Productions; сорежиссёр: Т.Кубо; с участием Томоко Макино                                                                       |
| 1930                                             | «Неистовые 47 ронинов»                                                        | 腹の立つ忠臣蔵                                   | Hara no tatsu Chūshingura                                  | The Furious 47 Ronin                                                           | фильм компании Makino Film Productions; сорежиссёр: Т.Кубо; с участием Тороку Макино                                                                       |
| 1930                                             | «Жизнь девушки из публичного дома»                                            | 紅燈一代女                                       | Kōtō ichidai onna                                          | The Life of a Woman with a Red Light                                           | + продюсер; фильм компании Makino Film Productions; сорежиссёр: Т.Нэгиси; с участием Томоко Макино                                                         |
| 1930                                             | «Три соблазнительницы»                                                        | 侠艶三人女                                       | Kyōen sannin onna                                          | Three Temptresses                                                              | фильм компании Makino Film Productions; сорежиссёры: Т.Накадзима, Т.Нэгиси, Б.Канамори                                                                     |
| 1931                                             | «Запись дел в конце сёгуната»                                                 | 幕末風雲記                                       | Bakumatsu fūunki                                           | Record of Affairs at the End of the Shogunate                                  | фильм компании Makino Film Productions; сорежиссёры: К.Инаба, Т.Кубо                                                                                       |
| 1931                                             | «Прекрасная жизнь Тодзи»                                                      | ぴんころ長次                                     | Pinkoro Chōji                                              | ‘Charmed Life‘ Choji                                                           | фильм компании Makino Film Productions |
| 1931                                             | «Грязный ангел»                                                               | 泥だらけの天使                                   | Dorodarake no tenshi                                       | Mud—Spattered Angel                                                            | фильм компании Makino Film Productions |
| 1931                                             | «Записки ронина»                                                              | 浪人太平記                                       | Rōnin Taiheiki                                             | The Ronin’s Taiheiki                                                           | фильм компании Makino Film Productions; с участием Тэруко Макино                                                                                           |
| 1932                                             | «Второй счёт воинов Ако»                                                      | 二番手赤穂浪士                                   | Nibante Akō rōshi                                          | The Second Account of the Ako Wariors                                          | фильм компании Makino Film Productions |
| 1932                                             | «Рассвет»                                                                     | 黎明                                             | Reimei                                                     | Dawn                                                                           | фильм компании Makino Film Productions |
| 1932                                             | «Семь невест»                                                                 | 七人の花嫁                                       | Shichinin no hanayome                                      | Seven Brides                                                                   | фильм снят в компании «Никкацу» |
| 1932                                             | «Деньги Хэйдзюро»                                                             | 平十郎小判                                       | Heijūrō koban                                              | Heijuro’s Money                                                                | фильм снят в компании «Никкацу» |
| 1932                                             | «Праздник белых ночей»                                                        | 白夜の饗宴                                       | Byakuya no kyōen                                           | Banquet of the Midnight Sun                                                    | фильм снят в компании «Тиедзо», прокат — «Никкацу»; с участием Исудзу Ямады                                                                                |
| 1933                                             | «Горящий лепесток»                                                            | 燃ゆる花片                                       | Moyuru kahen                                               | The Burning Petal                                                              | фильм снят в компании «Никкацу»; с участием Томоко Макино                                                                                                  |
| 1934                                             | «Дзютаро Ивами»                                                               | 岩見重太郎                                       | Iwami Jūtarō                                               | Jutaro lwami                                                                   | фильм снят в компании «Никкацу» |
| 1934                                             | «Танец сакуры»                                                                | さくら音頭                                       | Sakura ondo                                                | Sakura Dance                                                                   | фильм снят в компании «Никкацу»; сорежиссёр: Кунио Ватанабэ                                                                                                |
| 1934                                             | «Кукушка ада. Часть 1»                                                        | 修羅時鳥 前篇                                    | Shura hototogisu: Zenpen                                   | Cuckoo of Hell: Part l                                                         | фильм компании Arashi Kanjūrō purodakushon; сорежиссёр: Кётаро Намики                                                                                      |
| 1934                                             | «Пенное пиво»                                                                 | 泡立つビール（泡立つ青春）                       | Awadatsu bīru                                              | Foaming Beer                                                                   | фильм снят на деньги пивоваренной компании «Дайниппон» |
| 1935                                             | «Малыш Нарихира: Весенняя облачность в Эдо»                                   | なりひら小僧 春霞八百八町                        | Narihira kozō: Harugasumi happyakuyacho                    | Narihira the Kid: Spring Haze in Edo                                           | фильм компании Arashi Kanjūrō purodakushon; сорежиссёр: Мацуо Ямамото; с участием Томоко Макино                                                            |
| 1935                                             | «Мечник Мотаэмон Араки»                                                       | 活人剣 荒木又右衛門                              | Katsujinken: Araki Matnemon                                | The Swordman Mataemon Araki                                                    | фильм компании Arashi Kanjūrō purodakushon |
| 1935                                             | «История крысёныша из Эдо»                                                    | 江戸噺鼠小僧                                     | Edo banashi Nezumi kozō                                    | Story of the Ratkid in Edo                                                     | фильм компании Makino Toki Seisakusho |
| 1936                                             | «Молодой Тояма Кинсан»                                                        | 花の春遠山桜                                     | Hana no haru Tōyamazakura                                  | Young Toyama Kinsan                                                            | + продюсер; фильм компании Makino Toki Seisakusho; сорежиссёр: Садацугу Мацуда (старший брат Масахиро Макино)                                              |
| 1936                                             | «В прошлую субботу»                                                           | 最後の土曜日                                     | Saigo no doyōbi                                            | The Last Saturday                                                              | + продюсер; фильм компании Makino Toki Seisakusho; сорежиссёр: Сигэо Тамару                                                                                |
| 1936                                             | «Пятеро из белых волн»                                                        | 白浪五人男                                       | Shiranami gonin otoko                                      | Five Men of the White Waves                                                    | + продюсер; фильм компании Makino Toki Seisakusho; сорежиссёр: Тамэёси Кубо                                                                                |
| 1936                                             | «Тюдзи Кунисада: Новая колыбельная»                                           | 国定忠治 信州子守歌                              | Kunisada Chūji: Shinshū komoriuta                          | Chuji Kunisada: Shinshu Lullaby                                                | + продюсер; фильм компании Makino Toki Seisakusho; сорежиссёры: Тёити Тидзи, Тамэёси Кубо                                                                  |
| 1936                                             | «Садзэн Тангэ: Убийство под облаками в небесах»                               | 丹下左膳 乾雲必殺の巻 第一篇                     | Tange Sazen: Kan' un hissatsu no maki                      | Sazen Tange: Killing under the Clouds of Heaven                                | + продюсер; фильм компании Makino Toki Seisakusho |
| 1936                                             | «Садзэн Тангэ: Проклятие драконши»                                            | 丹下左膳 坤竜呪縛之巻                            | Tango Sazen: Konryū jubaku no maki                         | Sazen Tange: Curse of the Female Dragon                                        | + продюсер; фильм компании Makino Toki Seisakusho |
| 1936                                             | «Любовная игра»                                                               | 恋慕の砧                                         | Renbo no kinuta                                            | Love Play                                                                      | + продюсер; фильм компании Makino Toki Seisakusho |
| 1936                                             | «Открытая поездка Дзиротё»                                                    | 次郎長裸旅                                       | Jirochō hadaka tabi                                        | The Naked Journey of Jirocho                                                   | + продюсер; фильм компании Makino Toki Seisakusho; сорежиссёр: Тамэёси Кубо                                                                                |
| 1936                                             | «Фехтования Сангэ»                                                            | 三ン下剣法                                       | Sange kenpō                                                | Sange’s Swordsmanship                                                          | + продюсер; фильм компании Makino Toki Seisakusho; сорежиссёры: Т.Нэгиси, Т.Кубо                                                                           |
| 1936                                             | «Мияма в Кага»                                                                | 加賀見山                                         | Kaga Miyama                                                | Miyama in Kaga                                                                 | + продюсер; фильм компании Makino Toki Seisakusho; сорежиссёр: Тоитиро Нэгиси; с участием Томоко Макино                                                    |
| 1936                                             | «Соломенная шляпа Ятаро»                                                      | 弥太郎笠 前篇                                    | Yatarōgasa                                                 | Yataro’s Sedge Hat                                                             | + продюсер; фильм компании Makino Toki Seisakusho; сорежиссёр Садацугу Мацуда; с участием Такаси Симуры                                                    |
| 1936                                             | «Примечания о любви в хирагане»                                               | 平仮名恋愛帖                                     | Hiragana i-en’ aichō                                       | Notes in Hiragana on Love                                                      | + продюсер; фильм компании Makino Toki Seisakusho; сорежиссёр: Тоитиро Нэгиси                                                                              |
| 1936                                             | «Монах и цветы Эдо»                                                           | 江戸の花和尚                                     | Edo no hana oshō                                           | Flower-Monk of Edo                                                             | + продюсер; фильм компании Makino Toki Seisakusho; сорежиссёр: Тоитиро Нэгиси                                                                              |
| 1936                                             | «Адские боли» (фильм в трёх частях)                                           | 修羅八荒 (第一篇; 第二篇; 第三篇)                | Shura hakkō (Daiippen; Dainihen; Daisanpen)                | The Pains of Hell (Parts 1, 2, and 3)                                          | + продюсер; фильм компании Makino Toki Seisakusho; сорежиссёры: Т.КУбо, Н.Накагава; с участием Такаси Симуры                                               |
| 1936                                             | «Кожаный бумажник на пляже Сиха»                                              | 芝浜の革財布                                     | Shibahama no kawazaifu                                     | Leather Wallet on Shiha Beach                                                  | + продюсер; фильм компании Makino Toki Seisakusho; сорежиссёр: Тоитиро Нэгиси                                                                              |
| 1936                                             | «Рыцари Японии»                                                               | 八州侠客陣                                       | Hasshu kyōkakujin                                          | The Chivalrous Men of Japan                                                    | + продюсер; фильм компании Makino Toki Seisakusho |
| 1936                                             | «Вор в тени»                                                                  | 怪盗影法師                                       | Kaitō kagebōshi                                            | A Thief in the Shadows                                                         | + продюсер; фильм компании Makino Toki Seisakusho |
| 1936                                             | «Улица хулиганов»                                                             | ごろんぼ街                                       | Goronbo-gai                                                | Street of Ruffians                                                             | + продюсер; фильм компании Makino Toki Seisakusho; сорежиссёр: Тоитиро Нэгиси                                                                              |
| 1936                                             | «Воинственный бог»                                                            | 喧嘩大明神                                       | Kenka daimyōjin                                            | The Fighting God                                                               | + идея, сценарий и продюсер; фильм компании Makino Toki Seisakusho                                                                                         |
| 1936                                             | «Дрейфующие облака и шляпа с низкими полями»                                  | 流れ雲三度笠                                     | Nagaregumo sandogasa                                       | Drifting Clouds and a Low-Brimmed Hat                                          | + идея, сценарий и продюсер; фильм компании Makino Toki Seisakusho; сорежиссёр: Хироси Сэймару                                                             |
| 1936                                             | «Записи Тюдзи с кровавой улыбкой»                                             | 忠治決笑記                                       | Chūji kesshōki                                             | Record of Chuji’s Bloody Smile                                                 | + продюсер; фильм компании Makino Toki Seisakusho; сорежиссёр: Томэёси Кубо                                                                                |
| 1936                                             | «Ниндзя исследует страну зверей»                                              | 忍術猛獣国探検                                   | Ninjutsu mōjūkoku tanken                                   | A Ninja Explores the Land of Beasts                                            | + продюсер; фильм компании Makino Toki Seisakusho |
| 1936                                             | «Фанат танца»                                                                 | 舞扇                                             | Maiōgi                                                     | Fan Dance                                                                      | + продюсер; фильм компании Makino Toki Seisakusho; сорежиссёр: Горо Хиросэ; с участием Такаси Симуры                                                       |
| 1936                                             | «Битва за священную гору»                                                     | 決戦荒神山                                       | Kessen kōjin' yamа                                         | The Battle of the Sacred Mountain                                              | + продюсер; фильм компании Makino Toki Seisakusho |
| 1936                                             | «Преданный человек-пуля: Три храбреца»                                        | 忠烈肉弾三勇士                                   | Chūretsu nikudan sanyūshi                                  | The Loyal Human Bullet: Three Heroes                                           | + продюсер; фильм компании Makino Toki Seisakusho; с участием Такаси Симуры                                                                                |
| 1936                                             | «Роковой меч Тюдзи»                                                           | 忠治活殺剣                                       | Chūji kassatsuken                                          | Chuji’s Fatal Sword                                                            | + продюсер; фильм компании Makino Toki Seisakusho; сорежиссёр: Тамэёси Кубо                                                                                |
| 1936                                             | «Прощальный тост Гэндзо Акагаки»                                              | 赤垣源蔵徳利の別れ                               | Akagaki Genzō tokkuri no wakare                            | Genzo Akagaki’s Farewell Toast                                                 | + продюсер; фильм компании Makino Toki Seisakusho |
| 1936                                             | «Новогодний танец верхолаза»                                                  | 初鳶櫓音頭                                       | Hatsutobi yagura ondo                                      | The Steeplejack’s New Year Dance                                               | + автор идеи, сценарий и продюсер; фильм компании Makino Toki Seisakusho; с участием Такаси Симуры                                                         |
| 1937                                             | «Сверхъестественные изменения в море огня»                                    | 妖術白縫変化                                     | Yōjutsu shiranui henge                                     | Supernatural Change of Sea Fire                                                | + автор идеи, сценарий и продюсер; фильм компании Makino Toki Seisakusho                                                                                   |
| 1937                                             | «Пять молодых парней» (фильм в двух частях)                                   | 青春五人男 (前篇 後篇)                           | Seishun gonin otoko (Zenpen; Kōhen)                        | Five Young Men (Parts 1 and 2)                                                 | + продюсер; фильм компании Makino Toki Seisakusho; сорежиссёр: Хироси Сэймару; с участием Такаси Симуры                                                    |
| 1937                                             | «Женщина Садзэн» (фильм в двух частях)                                        | 女左膳                                           | Onna Sazen                                                 | A Female Sazen (Parts 1 and 2)                                                 | + продюсер; фильм компании Makino Toki Seisakusho; сорежиссёр: Нобуо Накагава                                                                              |
| 1937                                             | «Боевая Бодхисаттва»                                                          | 喧嘩菩薩                                         | Kenka bosatsu                                              | The Fighting Bodhisattva                                                       | + автор идеи, сценарий и продюсер; фильм компании Makino Toki Seisakusho                                                                                   |
| 1937                                             | «Жених на миллион коку»                                                       | 花婿百万石                                       | Hanamuko hyakumangoku                                      | A Million-koku Bridegroom                                                      | + продюсер; фильм компании Makino Toki Seisakusho |
| 1937                                             | «Эхо любви»                                                                   | 恋山彦 風雲の巻                                  | Koi yamabiko                                               | Echo of Love / Shamisen Royale                                                 | фильм компании «Никкацу»; с участием Цумасабуро Бандо и Такаси Симуры                                                                                      |
| 1937                                             | «Тайхэйки джентльмена»                                                        | 遊侠太平記                                       | Yūkyō Taiheiki                                             | The Gentleman’s Taiheiki                                                       | фильм компании «Никкацу» |
| 1937                                             | «Бушующие волны»                                                              | 恋山彦 怒濤の巻                                  | Dotō                                                       | The Angry Waves                                                                | фильм компании «Никкацу»; с участием Цумасабуро Бандо и Такаси Симуры                                                                                      |
| 1937                                             | «Легенда о заколдованной сёги»                                                | 妖棋伝 前篇                                      | Yōkiden                                                    | Legend of Enchanted Shogi                                                      | фильм компании «Никкацу» |
| 1937                                             | «Тюдзи Кунисада»                                                              | 国定忠治                                         | Kunisada Chūji                                             | Chuji Kunisada                                                                 | фильм компании «Никкацу»; с участием Цумасабуро Бандо и Такаси Симуры                                                                                      |
| 1937                                             | «Дикий орёл Эдо»                                                              | 江戸の荒鷲                                       | Edo no arawashi                                            | Wild Eagle of Edo                                                              | фильм компании «Никкацу»; с участием Такаси Симуры |
| 1937                                             | «Пролитая кровь в Такаданобаба»                                               | 血煙高田の馬場                                   | Chikemuri Takadanobaba                                     | Blood Spilled at Takadanobaba                                                  | фильм компании «Никкацу»; сорежиссёр: Хироси Инагаки; с участием Цумасабуро Бандо и Такаси Симуры                                                          |
| 1937                                             | «Дзирайя»                                                                     | 自来也                                           | Jiraiya                                                    | Jiraiya                                                                        | фильм компании «Никкацу»; с участием Тиэдзо Катаока и Такаси Симуры                                                                                        |
| 1938                                             | «Монах и цветы Эдо»                                                           | 江戸の花和尚                                     | Edo no hanaoshō                                            | Edo Flower Monk                                                                | фильм компании «Никкацу»; с участием Тиэдзо Катаока и Такаси Симуры                                                                                        |
| 1938                                             | «Путешествия любителя птиц»                                                   | 鴛鴦道中                                         | Oshidori dōchū                                             | Traveling Lovehirds                                                            | фильм компании «Никкацу»; с участием Тиэдзо Катаока, Юкико Тодороки (жена Масахиро Макино) и Такаси Симуры                                                 |
| 1938                                             | «Курома Тэнгу»                                                                | 鞍馬天狗 角兵衛獅子の巻                          | Kurama Tengu: Kakubei jishi no maki                        | Kurama Tengu: Kakubei the Lion                                                 | фильм компании «Никкацу»; сорежиссёр: Садацугу Мацуда; с участием Такаси Симуры                                                                            |
| 1938                                             | «Верные 47 ронинов»                                                           | 忠臣蔵 天の巻                                    | Chūshingura: Ten no maki                                   | The Loyal 47 Ronin: Heavenly Reel                                              | фильм компании «Никкацу»; с участием Тиэдзо Катаока, Цумасабуро Бандо и Такаси Симуры                                                                      |
| 1938                                             | «Колыбельная песня Тюдзи»                                                     | 忠次小守唄                                       | Chūji komoriuta                                            | Chuji’s Lullaby                                                                | фильм компании «Никкацу»; с участием Цумасабуро Бандо |
| 1938                                             | «Синсэнгуми»                                                                  | 新撰組                                           | Shinsengumi                                                | Shinsengumi                                                                    | фильм компании «Никкацу»; с участием Такаси Симуры |
| 1938                                             | «Пылающий рассвет»                                                            | 燃ゆる黎明                                       | Moyuru reimei                                              | Flaming Dawn                                                                   | фильм компании «Никкацу»; с участием Тиэдзо Катаока, Юкико Тодороки и Такаси Симуры                                                                        |
| 1938                                             | «Ядзи и Кита в пути»                                                          | 弥次喜多道中記                                   | Yajikita dochuki                                           | Yaji and Kita on the Road                                                      | фильм компании «Никкацу»; с участием Тиэдзо Катаока и Такаси Симуры                                                                                        |
| 1939                                             | «Плохая встреча на узкой дороге»                                              | 浮名小路                                         | Ukina kōji                                                 | Bad Reception on a Narrow Road                                                 | фильм компании «Никкацу»; с участием Юкико Тодороки |
| 1939                                             | «Кэса и Морито»                                                               | 袈裟と盛遠                                       | Kesa to Moritō                                             | Kesa and Morito                                                                | фильм компании «Никкацу»; сорежиссёр: Хироси Инагаки; с участием Юкико Тодороки                                                                            |
| 1939                                             | «Злой человек из Эдо»                                                         | 江戸の悪太郎                                     | Edo no akutarō                                             | Bad Guy of Edо                                                                 | фильм компании «Никкацу»; с участием Юкико Тодороки и Такаси Симуры                                                                                        |
| 1939                                             | «Гавань Симидзу»                                                              | 清水港                                           | Shimizu minato                                             | Shimizu Harbor                                                                 | фильм компании «Никкацу»; с участием Тиэдзо Катаока и Такаси Симуры                                                                                        |
| 1939                                             | «Улица ронинов»                                                               | 浪人街                                           | Rōningai                                                   | Street of Masterlem Samurai                                                    | фильм компании «Никкацу»; с участием Юкико Тодороки |
| 1939                                             | «Пение любителей птиц»                                                        | 鴛鴦歌合戦                                       | Oshidori uta gassen                                        | Singing Lovebirds / Samurai Musical                                            | фильм компании «Никкацу»; с участием Тиэдзо Катаока и Такаси Симуры                                                                                        |
| 1940-е годы                                      |                                                                               |                                                  |                                                            |                                                                                | |
| 1940                                             | «Ядзи и Кита: Сообразительный парнишка впервые в городе»                      | 弥次喜多 名君初上り                              | Yajikita: Meikun hatsunohori                               | Yaji and Kita: A Clever Guy’s First Visit to the City                          | фильм компании «Никкацу»; с участием Тиэдзо Катаока и Такаси Симуры                                                                                        |
| 1940                                             | «Гавань Симидзу 2»                                                            | 続清水港                                         | Zoku Shimizu minato                                        | Shimizu Harbor 2                                                               | фильм компании „Никкацу“; с участием Юкико Тодороки |
| 1940                                             | „Нобунага Ода“                                                                | 織田信長                                         | Oda Nobunaga                                               | Nobunaga Oda                                                                   | фильм компании „Никкацу“; с участием Тиэдзо Катаока и Такаси Симуры                                                                                        |
| 1941                                             | „Человек, исчезнувший вчера“                                                  | 昨日消えた男                                     | Kinō kieta otoko                                           | The Man Who Disappeared Yesterday                                              | фильм компании „Тохо“; с участием Кадзуо Хасэгавы, Исудзу Ямады и Хидэко Такаминэ                                                                          |
| 1941                                             | „Хасэгава и Роппа в качестве сёгуна Иэмицу и его наставника Никомэниона“      | 長谷川・ロッパの 家光と彦左                      | Hasegawa Roppa no Iemitsu to Hikoza                        | Hasegawa and Roppa as Shogun lemitsu and His Mentor Hikomenion                 | фильм компании „Тохо“; с участием Кадзуо Хасэгавы и Роппа Фурукавы                                                                                         |
| 1941                                             | „Танцовщица из Ава“                                                           | 阿波の踊子                                       | Awa no odoriko                                             | A Dancing Girl of Awa                                                          | фильм компании „Тохо“; с участием Кадзуо Хасэгавы и Такако Ириэ                                                                                            |
| 1941                                             | „Смеющийся век“                                                               | 世紀は笑ふ                                       | Seiki wa warau                                             | The Century Laughs                                                             | фильм компании „Никкацу“; с участием Юкико Тодороки |
| 1941                                             | „Триумф человека“                                                             | 男の花道                                         | Otoko no hanamichi                                         | A Man’s Triumph                                                                | фильм компании „Тохо“; с участием Кадзуо Хасэгавы и Роппа Фурукавы                                                                                         |
| 1942                                             | „Человек в ожидании“                                                          | 待って居た男                                     | Matte ita otoko                                            | The Man Who Was Waiting                                                        | фильм компании „Тохо“; с участием Кадзуо Хасэгавы, Исудзу Ямады и Хидэко Такаминэ                                                                          |
| 1942                                             | „Женщина без родословной“ („История жены“)                                    | 婦系図                                           | Onna keizu                                                 | Genealogy of Women                                                             | фильм компании „Тохо“; с участием Кадзуо Хасэгавы, Исудзу Ямады и Хидэко Такаминэ                                                                          |
| 1942                                             | „Женщина без родословной. Часть 2“ („История жены 2“)                         | 続婦系図                                         | Zolcu onna keizu                                           | Genealogy of Women 2                                                           | фильм компании „Тохо“; с участием Кадзуо Хасэгавы, Исудзу Ямады и Хидэко Такаминэ                                                                          |
| 1943                                             | „Опиумная война“                                                              | 阿片戦争                                         | Ahen sensō                                                 | The Opium War                                                                  | фильм компании „Тохо“; с участием Сэцуко Хара и Хидэко Такаминэ                                                                                            |
| 1943                                             | „Ханако-сан“                                                                  | ハナ子さん                                       | Hanako-san                                                 | Miss Hanako                                                                    | фильм компании „Тохо“; с участием Юкико Тодороки и Хидэко Такаминэ                                                                                         |
| 1943                                             | „Протокол о сборе средств на статую будды“                                    | 坊ちゃん土俵入り                                 | Konjinchō                                                  | Notes on Fundraising for a Buddhist Statue                                     | + продюсер; фильм компании „Сётику“; с участием Сина Сабури и Кинуё Танака                                                                                 |
| 1944                                             | „Тонет непотопляемый линкор“                                                  | 不沈艦撃沈                                       | Fuchinkan gekichin                                         | Sinking the Unsinkable Battleship                                              | + продюсер; фильм компании „Сётику“; с участием Митико Кувано, Сина Сабури и Тёко Ииды                                                                     |
| 1944                                             | „Военный оркестр“                                                             | 野戦軍楽隊                                       | Yasen gungakutai                                           | Military Combat Band                                                           | + продюсер; фильм компании „Сётику“; с участием Кэна Уэхары, Сюдзи Сано и Сина Сабури                                                                      |
| 1945                                             | „Песнь победы“                                                                | 必勝歌                                           | Hisshōka                                                   | Victory Song                                                                   | + продюсер; фильм компании „Сётику“; сорежиссёры: Кэндзи Мидзогути, Хироси Симидзу и Томотака Тасака; с участием Сюдзи Сано, Кинуё Танака и Юкико Тодороки |
| 1945                                             | „На задворках Сэннитимаэ“                                                     | 千日前附近                                       | Sennichimae fukin                                          | The Neighborhood of Sennichimae                                                | + продюсер; фильм компании „Сётику“; с участием Сина Сабури                                                                                                |
| 1946                                             | „Большое шоу 1946 года“                                                       | グランドショウ１９４６年                         | Gurandoshō I946-nen                                        | Grand Show of 1946                                                             | фильм компании „Сётику“; с участием Миэко Такаминэ, Тацуо Сайто и Такэси Сакамото                                                                          |
| 1946                                             | „Стильный бродяга“                                                            | 粋な風来坊                                       | Ikina fûraibô                                              | The Sophisticated Wanderer                                                     | + продюсер; фильм компании „Сётику“; с участием Сюдзи Сано                                                                                                 |
| 1946                                             | „Заждавшаяся женщина“                                                         | 待ちぼうけの女                                   | Machibôke no onna                                          | A Woman Kept Waiting                                                           | фильм компании „Сётику“; сценарист — Канэто Синдо; с участием Сюдзи Сано, Миэко Такаминэ и Тацуо Сайто                                                     |
| 1946                                             | „Беззаботный отец“                                                            | のんきな父さん                                   | Nonkina tōsan                                              | Carefree Father                                                                | фильм компании „Сётику“; с участием Юкико Тодороки |
| 1946                                             | „Песенный фестиваль в полуночном замке“                                       | 満月城の歌合戦                                   | Mangetsu-jō no uta gassen                                  | Singing Contest at Full Moon Castle                                            | фильм компании „Сётику“; с участием Юкико Тодороки |
| 1947                                             | „Кордон полиции“                                                              | 非常線                                           | Hijōsen                                                    | Cordon of Police                                                               | фильм компании „Сётику“; с участием Юкико Тодороки |
| 1947                                             | „Дамы и цирк“                                                                 | 淑女とサーカス                                   | Shukujo to säkasu                                          | The Lady and the Circus                                                        | фильм компании „Сётику“; с участием Юкико Тодороки |
| 1947                                             | „Весёлый друг“                                                                | 愉快な仲間                                       | Yukaina nakama                                             | Funny Friend                                                                   | фильм компании „Сётику“; с участием Дэндзиро Окоти |
| 1948                                             | „Золотой демон“ (фильм в двух частях)                                         | 金色夜叉 (前篇 後篇)                             | Konjiki yasha (Zenpen; Kōhen)                              | The Golden Demon (Parts I and 2)                                               | права проката — компания „Дайэй“; с участием Кэна Уэхары и Юкико Тодороки                                                                                  |
| 1948                                             | „Врата плоти“                                                                 | 肉体の門                                         | Nikutai no mon                                             | Gate of Flesh                                                                  | права проката — компания „Дайэй“; сорежиссёр: Масафуса Одзаки; с участием Юкико Тодороки                                                                   |
| 1948                                             | „Призрак умер на рассвете“                                                    | 幽霊暁に死す                                     | Yūrei akatsuki ni shisu                                    | The Ghost Died at Dawn                                                         | производство — C•C•C; права проката — компания „Тохо“; с участием Кадзуо Хасэгавы, Юкико Тодороки, Тацуо Сайто, Тёко Ииды и Такэси Сакамото                |
| 1949                                             | „Босс“                                                                        | ボス                                             | Bosu                                                       | Boss                                                                           | производство — C•C•C; права проката — компания „Тохо“; с участием Ёсико Куга, Юкико Тодороки и Осаму Такидзавы                                             |
| 1949                                             | „Бангоку идёт в Эдо“                                                          | 盤獄江戸へ行く                                   | Bangoku Edo e iku                                          | Bangoku Goes to Edo                                                            | производство — „СинТохо“, C•C•C; права проката — компания „Тохо“; с участием Дэндзиро Окоти и Юкико Тодороки                                               |
| 1949                                             | „История Сахэйдзи: Фиолетовый халат“ (фильм в двух частях)                    | 佐平次捕物帳 紫頭巾 (前篇 後篇)                  | Saheiji torimonochō: Murasaki zukin (Zenpen, Kaiketsu hen) | Saheiji’s Casebooks: The Purple Hood (Parts 1 and 2)                           | + продюсер; производство — C•C•C; права проката — компания „Тохо“; с участием Цумасабуро Бандо и Дэндзиро Окоти                                            |
| 1950-е годы                                      |                                                                               |                                                  |                                                            |                                                                                | |
| 1950                                             | „Человек со шрамами“                                                          | 傷だらけの男                                     | Kizudarake no otoko                                        | The Scarred Man                                                                | права проката — компания „Тохо“; с участием Кадзуо Хасэгава                                                                                                |
| 1950                                             | „Лагерь Кумагай“                                                              | 熊谷陣屋                                         | Kumagai jin' ya                                            | Kumagai Camp                                                                   | с участием Китиэмона Накамуры II |
| 1950                                             | „Начальная школа“                                                             | 寺小屋                                           | Terakoya                                                   | Temple Elementary School                                                       | с участием Китиэмона Накамуры II |
| 1950                                             | „Мастер меча Дампэй“                                                          | 殺陣師段平                                       | Tateshi Danpei                                             | Fencing Master                                                                 | фильм компании „Тоёко эйга“; продюсер: Мицуо Макино (брат Масахиро Макино); сценарий: Акира Куросава; с участием Утаэмона Итикавы и Исудзу Ямады           |
| 1950                                             | „Отверженные: Боги и флаги“                                                   | レ・ミゼラブル あゝ無情 第二部 愛と自由の旗      | Re Mizeraburu: Ā mujō: Dainibu: Ai to jiyū no hata         | Les Miserables: Ah, Merciless: Part 2: Flag of Love and Liberty                | фильм компании „Тоёко эйга“; с участием Сэссю Хаякавы и Эйдзиро Тоно                                                                                       |
| 1950                                             | „Тысячи видов камней“                                                         | 千石纏                                           | Sengoku matoi                                              | A Thousand Standards of Stone                                                  | фильм компании „Тоёко эйга“; с участием Тиэдзо Катаока и Утаэмона Итикавы                                                                                  |
| 1951                                             | „Воровка и судья“                                                             | 女賊と判官                                       | Nyozoku to hankan                                          | The Lady Thief and the Judge                                                   | фильм компании „Тоёко эйга“; продюсер: Мицуо Макино; сорежиссёр: Рё Хагивара; с участием Тиэдзо Катаока и Тёко Ииды                                        |
| 1951                                             | „Убийство Оцуя“                                                               | お艶殺し                                         | Otsuya goroshi                                             | The Killing of Otsuya                                                          | фильм компании „Тоёко эйга“; продюсер: Мицуо Макино; с участием Утаэмона Итикавы и Исудзу Ямады                                                            |
| 1951                                             | „Трое благородных“                                                            | 豪快三人男                                       | Gōkai sannin otoko                                         | Three Heroic Men                                                               | фильм компании „Тоёко эйга“; с участием Утаэмона Итикавы и Тиэдзо Катаоки                                                                                  |
| 1951                                             | „Дорожный дневник Гиндзиро“                                                   | 銀次郎旅日記                                     | Ginjirō tabi nikki                                         | Ginjiro’s Travel Diary                                                         | фильм компании „Тоэй“; сценарист и исполнитель главной роли — Ёсио Кобаяси                                                                                 |
| 1951                                             | „Банда пьяных всадников“                                                      | 酔いどれ八萬騎                                   | Yoidore hachimanki                                         | A Horde of Drunken Knights                                                     | + сценарист; фильм компании „Тоэй“; с участием Кэнсаку Хара                                                                                                |
| 1952                                             | „Окару и Кампэй“                                                              | おかる勘平                                       | Okaru Kanpei                                               | Okaru and Kanpei                                                               | фильм компании „Тохо“; с участием Кэнъити Эномото и Марико Окада                                                                                           |
| 1952                                             | „Дневник о плывущих облаках“                                                  | 浮雲日記                                         | Ukigumo nikki                                              | Diary of Floating Clouds                                                       | фильм компании „СинТохо“; |
| 1952                                             | „Барабанная перепонка“                                                        | やぐら太鼓                                       | Yagura daiko                                               | Drumheat                                                                       | фильм компании „СинТохо“; сорежиссёр: Эйсукэ Такидзава |
| 1952                                             | „Развод“                                                                      | 離婚                                             | Rikon                                                      | Divorce                                                                        | фильм компании „СинТохо“; с участием Митио Когурэ, Сина Сабури, Урэо Эгавы и Тацуо Сайто                                                                   |
| 1952                                             | „Быстроходный паланкин“                                                       | すっ飛び駕                                       | Suttobi kago                                               | The Hurrying Palanquin                                                         | фильм компании „Дайэй“; с участием Дэндзиро Окоти |
| 1952                                             | „Мусаси и Кодзиро“                                                            | 武蔵と小次郎                                     | Musashi to Kojirō                                          | Musashi and Kojiro                                                             | фильм компании „Сётику“; с участием Тикагэ Авасимы |
| 1952                                             | „Соломенная шляпа Ятаро“ (фильм в двух частях)                                | 弥太郎笠 前後篇                                  | Yatarô gasa (Zenpen; Kōhen)                                | Yataro’s Sedge Hat (Parts 1 and 2)                                             | фильм компании „СинТохо“; с участием Кодзи Цуруты, Кэйко Киси и Урэо Эгавы                                                                                 |
| 1952                                             | „Дзиротё: хроника трёх провинций. Часть 1“                                    | 次郎長三国志 第一部 次郎長売出す                 | Jirochô sangokushi: nagurikomi kôjinyama                   | Jirocho’s Tale of Three Provinces. Part 1                                      | фильм компании „Тохо“; по роману Гэндзо Мураками; с участием Акио Кобори и Сэцуко Вакаямы                                                                  |
| 1953                                             | „Ночь на Гавайях“                                                             | ハワイの夜                                       | Hawai no yoru                                              | A Night in Hawaii                                                              | фильм компании „СинТохо“; сорежиссёр: Сюэ Мацубаяси; с участием Кодзи Цуруты и Кэйко Киси                                                                  |
| 1953                                             | „Дзиротё: хроника трёх провинций. Часть 2: Первое путешествие“                | 次郎長三国志 第二部 次郎長初旅                   | Jirochô sangokushi: Dainibu: Hatsutabi                     | Jirocho’s Tale of Three Provinces: Part 2: First Journey                       | фильм компании „Тохо“; по роману Гэндзо Мураками; с участием Акио Кобори и Сэцуко Вакаямы                                                                  |
| 1953                                             | „Объятие“                                                                     | 抱擁                                             | Hōyō                                                       | Last Embrace                                                                   | фильм компании „Тохо“; с участием Ли Сянлань, Тосиро Мифунэ и Такаси Симуры                                                                                |
| 1953                                             | „Дзиротё: хроника трёх провинций. Часть 3: Дзиротё и Исимацу“                 | 次郎長三国志 第三部 次郎長と石松                 | Jirochô sangokushi: Daisanbu: Jirochô to Ishimatsu         | Jirocho’s Tale of Three Provinces: Part 3: Jirocho and Ishimatsu               | фильм компании „Тохо“; по роману Гэндзо Мураками; с участием Хироси Коидзуми                                                                               |
| 1953                                             | „Дзиротё: хроника трёх провинций. Часть 4: Все в сборе у Симидзу“             | 次郎長三国志 第四部 勢揃い清水港                 | Jirochô sangokushi: Daiyonbu: Seizoroi Shimizu Minato      | Jirocho’s Tale of Three Provinces: Part 4: All Gathered at Shimizu Harbor      | фильм компании „Тохо“; по роману Гэндзо Мураками; с участием Хироси Коидзуми                                                                               |
| 1953                                             | „Садзэн Тангэ“                                                                | 丹下左膳                                         | Tange Sazen                                                | Sazen Tange                                                                    | фильм компании „Дайэй“; с участием Дэндзиро Окоти и Фудзико Ямамото                                                                                        |
| 1953                                             | „Садзэн Тангэ 2“                                                              | 続丹下左膳                                       | Zoku Tange Sazen                                           | Sazen Tango 2                                                                  | фильм компании „Дайэй“; с участием Дэндзиро Окоти и Фудзико Ямамото                                                                                        |
| 1953                                             | „Дзиротё: хроника трёх провинций. Часть 5: Расправа на дороге Косу“           | 次郎長三国志 第五部 殴込み甲州路                 | Jirochô sangokushi: Daigobu: Nagurikomi Kōshūji            | Jirocho’s Tale of Three Provinces: Part 5: Violence on the Koshu Road          | фильм компании „Тохо“; по роману Гэндзо Мураками; с участием Хироси Коидзуми                                                                               |
| 1953                                             | „Дзиротё: хроника трёх провинций. Часть 6: Семья Дзиросё в скитаниях“         | 次郎長三国志 第六部 旅がらす次郎長一家           | Jirochô sangokushi: Dairokubu: Tabigarasu Jirochō ikka     | Jirocho’s Tale of Three Provinces: Part 6: Jirocho’s Family of Wanderers       | фильм компании „Тохо“; по роману Гэндзо Мураками; с участием Хироси Коидзуми                                                                               |
| 1954                                             | „Дзиротё: хроника трёх провинций. Часть 7: Первый праздник в гавани Симидзу“  | 次郎長三国志 第七部 初祝い清水港                 | Jirochô sangokushi: Daishichibu: Hatsuiwai Shimizu minato  | Jirocho’s Tale of Three Provinces: Part 7: First Celebration at Shimizu Harbor | фильм компании „Тохо“; по роману Гэндзо Мураками; с участием Хироси Коидзуми                                                                               |
| 1954                                             | „Красивый ястреб“                                                             | 美しき鷹                                         | Utsukushiki taka                                           | The Beautiful Hawk                                                             | фильм компании „Дайэй“ |
| 1954                                             | „Шесть любимых песен. Спешащий человек“                                       | 御ひいき六花撰 素ッ飛び男                        | Gohiiki rokkasen: Suttobi otoko                            | Six Favorite Songs: The Man in a Hurry                                         | фильм компании „Тохо“; с участием Хироси Коидзуми |
| 1954                                             | „Дзиротё: хроника трёх провинций. Часть 8: Самый жестокий человек на дороге“  | 次郎長三国志 第八部 海道一の暴れん坊             | Jirochô sangokushi: Daihachibu: Kaidō ichi no abarenbō     | Jirocho’s Tale of Three Provinces: Part 8: The Most Violent Man on the Road    | фильм компании „Тохо“; по роману Гэндзо Мураками; с участием Хироси Коидзуми и Такаси Симуры                                                               |
| 1954                                             | „Музыкальный фестиваль якудза“                                                | やくざ囃子                                       | Yakuza bayashi                                             | Yakuza Festival Music                                                          | + сценарий; фильм компании „Тохо“; с участием Кодзи Цуруты и Марико Окады                                                                                  |
| 1954                                             | „Дзиротё: хроника трёх провинций. Часть 9: Святая гора“                       | 次郎長三国志 第九部 荒神山                       | Jirochô sangokushi: Daikyūbu: Kōjin' yama                  | Jirocho’s Tale of Three Provinces: Part 9: The Holy Mountain                   | фильм компании „Тохо“; по роману Гэндзо Мураками; с участием Масао Вакахары и Хироси Коидзуми                                                              |
| 1954                                             | „Дайкити Кономура“                                                            | 此村大吉                                         | Konomura Daikichi                                          | Daikichi Konomura                                                              | + сценарий; фильм компании „Дайэй“; с участием Кодзи Цуруты                                                                                                |
| 1955                                             | „Хроника игрока Дзиротё: Фестиваль огня в Акиба“                              | 次郎長遊侠伝 秋葉の火祭り                        | Jirochō yūkyōden: Akiba no himatsuri                       | Chronicle of Jirocho the Gambler: Akiba Fire Festival                          | фильм компании „Никкацу“ |
| 1955                                             | „История щёголя Сасити: Слепой волк“                                          | 人形佐七捕物帖 めくら狼                          | Ningyō Sashichi torimonochō: Mekura ōkami                  | Casebooks of Dandy Sashichi: The Blind Wolf                                    | производство — Takimura Productions; права проката — компания „Тохо“; с участием Хироси Коидзуми, Такаси Симуры и Митиё Аратамы                            |
| 1955                                             | „Хроника игрока Дзиротё: Ворона Амаги“                                        | 次郎長遊侠伝 天城鴉                              | Jirochō yūkyōden: Amagi karasu                             | Chronicle of Jirocho the Gambler: Crow of Amagi                                | фильм компании „Никкацу“ |
| 1955                                             | „Крутой парень Ятаро“                                                         | りゃんこの弥太郎                                 | Ryanko no Yatarō                                           | Tough Guy Yataro                                                               | + продюсер; фильм компании „СинТохо“ |
| 1955                                             | „Кровавый праздник в Акаги“                                                   | 赤城の血祭                                       | Akagi no chimatsuri                                        | Blood Festival of Akagi                                                        | фильм компании „СинТохо“; с участием Урэо Эгавы |
| 1955                                             | „Жизнь кувырком“ („Такова жизнь“)                                             | 人生とんぼ返り                                   | Jinsei tonbogaeri                                          | Life Is a Somersault / Such is Life                                            | + сценарий; фильм компании „Никкацу“; с участием Исудзу Ямады и Сатико Хидари                                                                              |
| 1956                                             | „Садзэн Тангэ: Небесные облака“                                               | 丹下左膳 乾雲の巻                                | Tange Sazen: Kan’un no maki                                | Sazen Tange: Heavenly Clouds Reel                                              | фильм компании „Никкацу“; с участием Мититаро Мидзусимы, Ёко Минамиды и Фрэнки Сакаи                                                                       |
| 1956                                             | „Решающая битва на рассвете“                                                  | 朝やけ決戦場                                     | Asayake kessenjō                                           | Decisive Battle at Sunrise                                                     | фильм компании „Никкацу“ |
| 1956                                             | „Садзэн Тангэ: Земной дракон“                                                 | 丹下左膳 坤龍の巻                                | Tange Sazen: Konryū no maki                                | Sazen Tange: Earthly Dragon Reel                                               | фильм компании „Никкацу“; с участием Мититаро Мидзусимы, Ёко Минамиды и Фрэнки Сакаи                                                                       |
| 1956                                             | „Садзэн Тангэ: Возвышение дракона“                                            | 丹下左膳 完結篇                                  | Tange Sazen: Daisanbu: Shōryū no maki                      | Sazen Tange: Part 3: Rising Dragon Reel                                        | фильм компании „Никкацу“; с участием Мититаро Мидзусимы, Ёко Минамиды и Фрэнки Сакаи                                                                       |
| 1956                                             | „Трусливое бегство“                                                           | 恐怖の逃亡                                       | Kyōfu no tōbō                                              | Fearful Escape                                                                 | фильм компании „Тохо“; с участием Акиры Такарады и Такаси Симуры                                                                                           |
| 1956                                             | „История Тоямы Кинсана: Человек в тени“                                       | 遠山金さん捕物控 影に居た男                      | Tōyama no Kinsan torimonohikae: Kage ni ita otoko          | Casebooks of Toyoma Kinsan: Man in the Shadows                                 | производство — Takarazuka Eiga; права проката — компания „Тохо“                                                                                            |
| 1957                                             | „Блок чистых сердцем“                                                         | 純情部隊                                         | Junjō butai                                                | Pure-Hearted Unit                                                              | фильм компании „Тоэй“ |
| 1957                                             | „Улица ронинов“                                                               | 浪人街                                           | Rōningai                                                   | Street of Masterless Samurai                                                   | фильм компании „Сётику“; с участием Дзюсиро Коноэ и Миэко Такаминэ                                                                                         |
| 1957                                             | „Месть у храма Содзэндзи“                                                     | 仇討崇禅寺馬場                                   | Adauchi Sōzen-ji baba                                      | Vendetta at Sozenji Temple                                                     | фильм компании „Тоэй“; с участием Рютаро Отомо |
| 1957                                             | »Ава-одори: Пираты Наруто»                                                    | 阿波おどり 鳴門の海賊                            | Awa odori: Naruto no kaizoku                               | Awa Dance: Pirates of Naruto                                                   | фильм компании «Тоэй»; с участием Рютаро Отомо |
| 1957                                             | «Меч и бойцы сумо в круге»                                                    | 一本刀土俵入                                     | Ippongatana dohyōiri                                       | Into the Sumo Ring with a Sword                                                | фильм компании «Тохо»; с участием Дайсукэ Като |
| 1958                                             | «Любовь — прямо в «яблочко»»                                                  | おしどり駕籠                                     | Oshidori kago                                              | Lovebirds' Palanquin / A Bullseye for Love                                     | фильм компании «Тоэй»; с участием Кинносукэ Накамуры и Хибари Мисоры                                                                                       |
| 1958                                             | «Кордон полиции»                                                              | 非常線                                           | Hijōsen                                                    | Cordon of Police                                                               | фильм компании «Тоэй»; с участием Сусуму Фудзиты, Кэна Такакуры, Эйдзи Окады и Мицуко Ёсикавы                                                              |
| 1958                                             | «Бесстрашная оппозиция»                                                       | 不敵なる反抗                                     | Futeki naru hankō                                          | Fearless Opposition                                                            | фильм компании «Тоэй»; с участием Такаси Симуры и Эйдзи Окады                                                                                              |
| 1958                                             | «Известный человек из гавани Симидзу: Исимацу из леса провинции Энсю»         | 清水港の名物男 遠州森の石松                      | Shimizu minato no meibutsu otoko: Enshū Mori no lshimatsu  | A Famous Man of Shimizu Harbor: lshimatsu of the Forest of Enshu Province      | фильм компании «Тоэй»; с участием Кинносукэ Накамуры и Такаси Симуры                                                                                       |
| 1958                                             | «Грубиян и любовь»                                                            | 捨てうり勘兵衛                                   | Suteuri Kanbei                                             | A Rough and Love                                                               | фильм компании «Тоэй»; с участием Рютаро Отомо |
| 1958                                             | «Путешествия грубияна»                                                        | 喧嘩笠                                           | Kenkagasa                                                  | Fighting Hat / Traveling Rough                                                 | фильм компании «Тоэй»; с участием Рютаро Отомо |
| 1959                                             | «Курама Тэнгу»                                                                | 鞍馬天狗                                         | Kurama Tengu                                               | Kurama Tengu / Black-Masked Reformer                                           | фильм компании «Тоэй»; с участием Тиёносукэ Адзумы и Хибари Мисоры                                                                                         |
| 1959                                             | «Магистрат-смерч»                                                             | たつまき奉行                                     | Tatsumaki bugyō                                            | The Tornado Magistrate / Vanished Gold Case                                    | фильм компании «Тоэй»; с участием Тиэдзо Катаока и Со Ямамура                                                                                              |
| 1959                                             | «Эхо в горах»                                                                 | 恋山彦                                           | Koi yamabiko                                               | Echo of Love                                                                   | фильм компании «Тоэй»; с участием Хасидзо Окавы и Кэйко Окавы                                                                                              |
| 1959                                             | «Плохой парень из Эдо»                                                        | 江戸の悪太郎                                     | Edo no akutarō                                             | Bad Guy of Edo                                                                 | фильм компании «Тоэй»; с участием Рютаро Отомо и Кэйко Окавы                                                                                               |
| 1959                                             | «Месть актёра»                                                                | 雪之丞変化                                       | Yukinojō henge                                             | An Actor’s Revenge / The Avenging Ghost of Yukinojo                            | фильм компании «Тоэй»; с участием Хасидзо Окавы и Тикагэ Авасимы                                                                                           |
| 1960-е годы                                      |                                                                               |                                                  |                                                            |                                                                                | |
| 1960                                             | «Соломенная шляпа Ятаро»                                                      | 弥太郎笠                                         | Yatarōgasa                                                 | Yataro’s Sedge Hat                                                             | фильм компании «Тоэй»; с участием Кинносукэ Накамуры, Тиёносукэ Адзумы и Сусуму Фудзиты                                                                    |
| 1960                                             | «Шесть великих людей эры Темпо: Путь в ад»                                    | 天保六花撰 地獄の花道                            | Tenpō rokkasen: Jigoku no hanamichi                        | Six Great Men of the Tenpo Era: Pathway to Hell                                | фильм компании «Тоэй»; с участием Утаэмона Итикавы и Тикагэ Авасимы                                                                                        |
| 1960                                             | «Новичок в Симидзу»                                                           | 清水港に来た男                                   | Shimizu minato ni kita otoko                               | The Man Who Came to Shimizu Harbor                                             | фильм компании «Тоэй»; с участием Хасидзо Окавы, Митиё Когурэ и Дэндзиро Окоти                                                                             |
| 1960                                             | «Праздник Канда: Борьба шляп»                                                 | 神田祭り 喧嘩笠                                  | Kanda matsuri: Kenkagasa                                   | Kanda Festival: Fighting Hat                                                   | фильм компании «Тоэй»; с участием Котаро Сатоми |
| 1960                                             | «Дни юности Дзиротё: Босс региона Токай» (др. название — «Завещание женщины») | 若き日の次郎長 東海の顔役                        | Wakaki hi no Jirochō: Tōkai no kaoyaku                     | Jirocho’s Days of Youth: Boss of the Tokai Region / The Woman’s Testament      | фильм компании «Тоэй»; с участием Кинносукэ Накамуры и Дэндзиро Окоти                                                                                      |
| 1961                                             | «Характер токийца»                                                            | 江戸っ子肌                                       | Edokko hada                                                | The Nature of the Edoite                                                       | фильм компании «Тоэй»; с участием Хасидзо Окавы и Тикагэ Авасимы                                                                                           |
| 1961                                             | «Ханпэйта Цукигата»                                                           | 月形半平太                                       | Tsukigata Hanpeita                                         | Hanpeita Tsukigata                                                             | фильм компании «Тоэй»; с участием Хасидзо Окавы и Дзюсиро Коноэ                                                                                            |
| 1961                                             | «Дни юности Дзиротё: Самый молодой босс региона Токай»                        | 若き日の次郎長 東海一の若親分                    | Wakaki hi no Jirochō: Tōkai ichi no wakaoyabun             | Jirocho’s Days of Youth: The Youngest Boss in the Tokai Region                 | фильм компании «Тоэй»; с участием Кинносукэ Накамуры, Киёси Ацуми и Эйдзиро Тоно                                                                           |
| 1961                                             | «Мемуары успешного токийца»                                                   | 江戸っ子繁昌記                                   | Edokko hanshōki                                            | Record of a Prosperous Edoite                                                  | фильм компании «Тоэй»; с участием Кинносукэ Накамуры |
| 1961                                             | «Человек, пришедший на портовый праздник»                                     | 港祭りに来た男                                   | Minato matsuri ni kita otoko                               | The Man Who Came to the Harbor Festival                                        | фильм компании «Daini Toei»; с участием Рютаро Отомо |
| 1962                                             | «Дни юности Дзиротё: Вихрь на Токайдо»                                        | 若き日の次郎長 東海道のつむじ風                  | Wakaki hi no Jirochō: Tōkaidō no tsumujikaze               | Jirocho' s Days of Youth: Whirlwind on the Tokaido                             | фильм компании «Тоэй»; с участием Кинносукэ Накамуры и Киёси Ацуми                                                                                         |
| 1962                                             | «Принцесса Сэн и Хидэёри»                                                     | 千姫と秀頼                                       | Senhime to Hideyori                                        | Princess Sen and Hideyori                                                      | фильм компании «Тоэй»; с участием Хибари Мисоры, Кинносукэ Накамуры, Кэна Такакуры и Эйдзиро Тоно                                                          |
| 1962                                             | «Хасидзо — нелегальный судья»                                                 | 橋蔵のやくざ判官                                 | Hashizō no yakuza hankan                                   | Hashizo the Unlawful Judge                                                     | фильм компании «Тоэй»; с участием Хасидзо Окавы |
| 1962                                             | «Дзиротё и маленький гоблин: Насилие на дороге Косю»                          | 次郎長と小天狗 殴り込み甲州路                    | Jirochō to kotengu: Nagurikomi Kōshūji                     | Jirocho and the Small Goblin: Violence on the Koshu Road                       | + сценарий; фильм компании «Тоэй»; с участием Кинъя Китаодзи и Кинносукэ Накамуры                                                                          |
| 1963                                             | «Великое наследие Токайдо»                                                    | 大暴れ五十三次                                   | Ōabare gojūsantsugi                                        | Great Violence on the Tokaido                                                  | фильм компании «Тоэй»; с участием Кинъя Китаодзи |
| 1963                                             | «Татуированный Хантаро»                                                       | いれずみ半太郎                                   | Irezumi Hantaroō                                           | Tattooed Hantaro                                                               | фильм компании «Тоэй»; с участием Хасидзо Окавы |
| 1963                                             | «Азартные истории Хассу: Мужское обещание»                                    | 八州遊侠伝 男の盃                                | Hasshū yūkyōden: Otoko no sakazuki                         | Chronicle of a Japanese Gambler: A Man’s Sake Cup                              | фильм компании «Тоэй»; с участием Тиэдзо Катаоки, Дзюнко Фудзи и Такаси Симуры                                                                             |
| 1963                                             | «Кю-тян выхватывает мяч»                                                      | 九ちゃん刀を抜いて                               | Kyū-chan katana o nuite                                    | Kyu-chan Draws His Sword                                                       | фильм компании «Тоэй»; с участием Кю Сакамото и Ёко Минамиды                                                                                               |
| 1963                                             | «Королевство Дзиротё»                                                         | 次郎長三国志                                     | Jirochō sangokushi                                         | Jirocho’s Tale of Three Provinces                                              | + сценарий; фильм компании «Тоэй»; с участием Кодзи Цуруты и Дзюнко Фудзи                                                                                  |
| 1963                                             | «Королевство Дзиротё. Продолжение»                                            | 続・次郎長三国志                                 | Zoku Jirochō sangokushi                                    | Jirocho’s Tale of Three Provinces: Part 2                                      | + сценарий; фильм компании «Тоэй»; с участием Кодзи Цуруты и Дзюнко Фудзи                                                                                  |
| 1964                                             | «Королевство Дзиротё. Часть 3»                                                | 次郎長三国志 第三部                              | Jirochô sangokushi: daisanbu                               | Jirocho’s Tale of Three Provinces: Part 3                                      | + сценарий; фильм компании «Тоэй»; с участием Кодзи Цуруты и Дзюнко Фудзи                                                                                  |
| 1964                                             | «Японский якудза»                                                             | 日本侠客伝                                       | Nihon kyōkakuden                                           | Japanese Yakuza / Chivalrous story of Japan                                    | фильм компании «Тоэй»; с участием Кинносукэ Накамуры, Кэна Такакуры и Ёко Минамиды                                                                         |
| 1965                                             | «Японский якудза. Часть 2: Осака»                                             | 日本侠客伝 浪花篇                                | Nihon kyōkakuden: Naniwa hen                               | Japanese Yakuza: Osaka Chapter / The Aggregate Struggle                        | фильм компании «Тоэй»; с участием Кодзи Цуруты, Кэна Такакуры и Ёко Минамиды                                                                               |
| 1965                                             | «Влюбчивый Харудандзи»                                                        | 色ごと師春団治                                   | Irogotoshi Harudanji                                       | Amorous Harudanji                                                              | фильм компании «Тоэй»; с участием Хироюки Нагато, Дзюнко Фудзи и Ёко Минамиды                                                                              |
| 1965                                             | «Семейные отношения Тётё и Юдзи»                                              | 蝶々雄二の夫婦善哉                               | Chocho Yuji no meoto zenzai                                | Chōchō and Yūji’s Marital Relations                                            | фильм компании «Тоэй» |
| 1965                                             | «Японский якудза. Часть 3: Канто»                                             | 日本侠客伝 関東篇                                | Nihon kyōkakuden: Kantō hen                                | Japanese Yakuza: Kanto Chapter                                                 | фильм компании «Тоэй»; с участием Кэна Такакуры, Хироюки Нагато, Ёко Минамиды, Кодзи Цуруты и Дзюнко Фудзи                                                 |
| 1965                                             | «Королевство Дзиротё: Насилие на дороге Косю»                                 | 次郎長三国志 甲州路殴り込み                      | Jirochō sangokushi: Kōshūji nagurikomi                     | Jirocho’s Tale of Three Provinces: Violence on the Koshu Road                  | фильм компании «Тоэй»; с участием Кодзи Цуруты и Хироюки Нагато                                                                                            |
| 1965                                             | «Один благородный человек»                                                    | 任侠男一匹                                       | Ninkyō otoko ippiki                                        | One Chivalrous Man                                                             | фильм компании «Тоэй»; с участием Кодзи Цуруты и Хироюки Нагато                                                                                            |
| 1966                                             | «Японский якудза: Кровавый праздник в Канде»                                  | 日本侠客伝 血斗神田祭り                          | Nihon kyōkakuden: Kettō Kanda matsuri                      | Japanese Yakuza: Bloody Festival at Kanda                                      | фильм компании «Тоэй»; с участием Кэна Такакуры, Кодзи Цуруты, Дзюнко Фудзи и Хироюки Нагато                                                               |
| 1966                                             | «Благородные люди Японии»                                                     | 日本大侠客                                       | Nihon daikyôkaku                                           | Great Chivalry of Japan                                                        | фильм компании «Тоэй»; с участием Кодзи Цуруты, Дзюнко Фудзи, Эйдзи Окады и Митиё Когурэ                                                                   |
| 1966                                             | «Японский якудза: Борьба в грохочущих воротах»                                | 日本侠客伝 雷門の決斗                            | Nihon kyōkakuden: Raimon no kettō                          | Japanese Yakuza: Fight at Thunder Gate                                         | фильм компании «Тоэй»; с участием Кэна Такакуры, Дзюнко Фудзи и Хироюки Нагато                                                                             |
| 1966                                             | «Лицо человека — его козырь»                                                  | 男の顔は切札                                     | Otoko no kao wa kirifuda                                   | A Man’s Face is His Trump Card                                                 | производство — Nippon Denpa Eiga; права проката — компания «Сётику»; с участием Нобору Андо и Хироюки Нагато                                               |
| 1967                                             | «Японский якудза: Сакэ и обнажённый меч»                                      | 日本侠客伝 白刃の盃                              | Nihon kyōkakuden: Shiraha no sakazuki                      | Japanese Yakuza: Sake Cup and Drawn Sword                                      | фильм компании «Тоэй»; с участием Кэна Такакуры, Дзюнко Фудзи и Хироюки Нагато                                                                             |
| 1967                                             | «Жестокие истории об отважных. Часть 4»                                       | 昭和残侠伝 血染の唐獅子                          | Shōwa zankyōden: Chizome no karajishi                      | Brutal Tales of Chivalry 4                                                     | фильм компании «Тоэй»; с участием Кэна Такакуры, Рё Икэбэ и Дзюнко Фудзи                                                                                   |
| 1967                                             | «Японский якудза: Глубокий надрез»                                            | 日本侠客伝 斬り込み                              | Nihon kyōkakuden: Kirikomi                                 | Japanese Yakuza: Deep Cut                                                      | фильм компании «Тоэй»; с участием Кэна Такакуры, Дзюнко Фудзи и Фумио Ватанабэ                                                                             |
| 1967                                             | «Рыцарская жизнь»                                                             | 侠骨一代                                         | KyŌkotsu ichidai                                           | The Chivalrous Life                                                            | фильм компании «Тоэй»; с участием Кэна Такакуры, Дзюнко Фудзи и Такаси Симуры                                                                              |
| 1968                                             | «Японский якудза: Прощальная записка»                                         | 日本侠客伝 絶縁状                                | Nihon kyōkakuden: Zetsuenjō                                | Japanese Yakuza: Note of Farewell                                              | фильм компании «Тоэй»; с участием Кэна Такакуры и Фумио Ватанабэ                                                                                           |
| 1968                                             | «Биографии благородных мужчин»                                                | 侠客列伝                                         | Kyōkaku retsuden                                           | Biographies of Chivalrous Men                                                  | фильм компании «Тоэй»; с участием Кэна Такакуры, Дзюнко Фудзи, Хироюки Нагато и Кодзи Цуруты                                                               |
| 1968                                             | «Мошенник»                                                                    | ごろつき                                         | Gorotsuki                                                  | The Rogue                                                                      | фильм компании «Тоэй»; с участием Кэна Такакуры, Бунта Сугавары и Фумио Ватанабэ                                                                           |
| 1968                                             | «Новая тюрьма Абасири»                                                        | 新網走番外地                                     | Shin Abashiri bangaichi                                    | New Abashiri Prison                                                            | фильм компании «Тоэй»; с участием Кэна Такакуры, Хироюки Нагато и Такаси Симуры                                                                            |
| 1969                                             | «Жестокие истории об отважных. Часть 5»                                       | 昭和残侠伝 唐獅子仁義                            | Shōwa zankyoden: Karajishi jingi                           | Brutal Tales of Chivalry 5                                                     | фильм компании «Тоэй»; с участием Кэна Такакуры, Рё Икэбэ и Такаси Симуры                                                                                  |
| 1969                                             | «Японский якудза: Цветок и Дракон»                                            | 日本侠客伝 花と龍                                | Nihon kyōkakuden: Hana to Ryu                              | Japanese Yakuza: The Flower and the Dragon                                     | фильм компании «Тоэй»; с участием Кэна Такакуры |
| 1969                                             | «Истории о последних японских рыцарях»                                        | 日本残侠伝                                       | Nihon zankyōden                                            | Tales of Remnants of Japanese Chivalry                                         | фильм компании «Никкацу»; с участием Хироюки Нагато и Ёко Минамиды                                                                                         |
| 1969                                             | «Известность — лучшая игра»                                                   | 悪名一番勝負                                     | Akumyō ichiban shōbu                                       | Battle to be the No. 1 Bad Guy                                                 | + сценарист; фильм компании «Дайэй»; с участием Синтаро Кацу                                                                                               |
| 1970-е годы                                      |                                                                               |                                                  |                                                            |                                                                                | |
| 1970                                             | «Женщина-босс»                                                                | 女組長                                           | Onna kumichō                                               | Woman Boss                                                                     | + сценарист; фильм компании «Дайэй»; с участием Кёко Кагавы, Сюдзи Сано, Исудзу Ямады и Фрэнки Сакаи                                                       |
| 1970                                             | «Пион и Дракон»                                                               | 牡丹と竜                                         | Botan to ryū                                               | Peony and Dragon                                                               | фильм компании «Никкацу»; с участием Хидэки Такахаси |
| 1970                                             | «Хроника о рыцарях из Фукуока: Отчаяние»                                      | 玄海遊侠伝 破れかぶれ                            | Genkai yūkyōden: Yahure kabure                             | Chivalrous Chronicle of Fukuoka: Desperation                                   | фильм компании «Дайэй»; с участием Синтаро Кацу и Матико Кё                                                                                                |
| 1970                                             | «Жестокие истории об отважных. Часть 7»                                       | 昭和残侠伝 死んで貰います                        | Shōwa zankyōden: Shinde moraimasu                          | Brutal Tales of Chivalry 7                                                     | фильм компании «Тоэй»; с участием Кэна Такакуры, Рё Икэбэ и Дзюнко Фудзи                                                                                   |
| 1971                                             | «Летопись японских якудза: Путь к вершине»                                    | 日本やくざ伝 総長への道                          | Nihon yakuza den: Sōchō e no michi                         | The Path of the King                                                           | фильм компании «Тоэй»; с участием Кэна Такакуры, Кодзи Цуруты, Дзюсиро Коноэ и Митиё Когурэ                                                                |
| 1972                                             | «Семья Цветущей Сакуры из Канто»                                              | 関東緋桜一家                                     | Kantō hizakura ikka                                        | The Red Cherry Blossom Family                                                  | фильм компании «Тоэй»; с участием Дзюнко Фудзи, Кодзи Цуруты, Кэна Такакуры, Бунта Сугавары, Хироюки Нагато и Митиё Когурэ                                 |